# Мончники (Остшешовський повіт)
Мончники (пол. Mączniki) — село в Польщі, у гміні Крашевиці Остшешовського повіту Великопольського воєводства.
Населення — 201 особа (2011).
У 1975-1998 роках село належало до Каліського воєводства.

## Демографія
Демографічна структура станом на 31 березня 2011 року:
|          | Загалом | Допрацездатний вік | Працездатний вік | Постпрацездатний вік |
| -------- | ------- | ------------------ | ---------------- | -------------------- |
| Чоловіки | 96      | 16                 | 73               | 7                    |
| Жінки    | 105     | 19                 | 61               | 25                   |
| Разом    | 201     | 35                 | 134              | 32                   |